# Carex sozusensis
Carex sozusensis är en halvgräsart som beskrevs av Jisaburo Ohwi. Carex sozusensis ingår i släktet starrar, och familjen halvgräs. Inga underarter finns listade i Catalogue of Life.